# Krakatit
Krakatit je vědecko-fantastický román Karla Čapka. Čapek jej začal psát v říjnu 1922, v prosinci téhož roku po sepsání jedenácti kapitol práci z osobních důvodů přerušil a pokračoval až v červenci následujícího roku za svého pobytu v Jindřichově Hradci ve výletní restauraci Rudolfův dvůr, začátkem září pak byl román hotov.  Vycházel nejprve na pokračování sešitově a v Lidových novinách, v roce 1924 byl vydán knižně. Autor sám o románu napsal v dopise H. G. Wellsovi: 
| „ | Je to román o výbušninách a snění, o lidských vášních a o bohu, ale bůh se objevuje na konci toho všeho – což je jeho přirozené místo. | “ |

Arne Novák pak v recenzi v Lidových novinách píše:
| „ | Samo jádro románu založeno jest na zásadním sváru dvou krajně znepřátelených mocností, jež se básník pokouší smířit a podřídit vyššímu principu: titanského intelektualismu, který svou hrdou myšlenku s opojením experimentátora sleduje až do nejzazších důsledků jako výraz vlastní, zpupně individualistické svrchovanosti na straně jedné a citové pokory před tajemstvím lidského srdce a před potřebami člověkovy pospolitosti na straně druhé. | “ |

## Příběh
Hlavním hrdinou je chemik inženýr Prokop, jemuž se podaří vyrobit nevídaně silnou výbušninu. Nazve ji krakatit, jehož zvláštní vlastností je, že vybuchuje i zdánlivě bez příčiny. Po nehodě v laboratoři se potácí vyčerpaný Prokop Prahou, když potká známého ze studií Tomeše, který se o něj postará.
Po probrání z horečky si Prokop uvědomí, že ve svém blouznění Tomešovi vyzradil informace o krakatitu, a tak se vydává po jeho stopách, aby jej zastavil. Cestuje na venkov za Tomešovým otcem, lékařem, v jehož péči, tedy spíše v péči doktorovy dcery Anči, musí zůstat kvůli novému záchvatu nemoci. Zapomíná na své poslání, ale není mu dopřáno klidného zotavování, krakatit se opět připomíná a rozjíždí se spleť intrik za účelem získání výrobního postupu.
Prokop neúspěšně hledá Tomeše ve vojenském komplexu v Balttinu, kde je zadržen na zámku, aby pracoval na výrobě krakatitu. Zde je konfrontován s řadou postav a prožívá bouřlivý zakázaný milostný vztah s princeznou Wille. Když nakonec dostane nabídku získat princeznu výměnou za krakatit, unikne s její pomocí ze zajetí.
Tajemný mecenáš anarchistů d’Hémon (čti [démon]) mu nabídne vládu nad světem s pomocí radiostanice, jež výbuchy krakatitu ovládá. Prokop neví, co si s nabytou mocí počít. Mezitím na výrobě krakatitu dál pracuje i Tomeš v prachárně Grottup. Navzdory Prokopovu varování se mu krakatit podaří vyrobit, načež vyletí do vzduchu továrna i celé město.
Bezcílně vrávorající Prokop potkává staříčka, se kterým si vyjasňuje smysl lidského snažení a zapomíná na vzorec krakatitu.

## Možná interpretace
Čapek zde staví sobecké zájmy lidí, znázorněné snahou o ovládnutí světa prostřednictvím krakatitu, do kontrastu s osobní odpovědností jedince-vynálezce za svůj objev. Naznačuje, jak nespoutaná vášeň jedince pro cokoliv bez ohledů na následky (v díle je prezentována jak v rovině vědeckého snažení hlavního hrdiny tak v rovině jeho milostných vztahů), má u dospělého člověka ustoupit rozvaze.
Svým podobenstvím o touze ovládnout sílu ukrytou ve hmotě velmi přesně vystihl pozdější vývoj atomové bomby, zmýlil se jen v tom, že nová zbraň byla nakonec produktem fyziky, nikoliv chemie.
Předobrazem románu byla patrně tzv. Bolevecká katastrofa, při které 25. května 1917 vybuchlo skladiště trhavin v muniční továrně Škodových závodů v Bolevci u Plzně. Zahynulo při něm okolo 150 lidí a život v okolí byl na několik dnů ochromen. Sedmadvacetiletý Čapek toto vše pozoroval z 40 km vzdáleného zámku Chyše. Byl zde zaměstnán jako vychovatel třináctiletého Prokopa Lažanského, syna Vladimíra Ferdinanda Lažanského, českého šlechtice a politika. Po tomto svém svěřenci Čapek patrně pojmenoval hlavního hrdinu tohoto románu.
Již v době vzniku ocenil Arne Novák erotické motivy románu, pro Karla Čapka netypické.

## Další zpracování
Příběh byl v roce 1948 podle scénáře Otakara a Jaroslava Vávry zfilmován Otakarem Vávrou s Karlem Högerem v hlavní roli ve stejnojmenném filmu. V roce 1980 tento námět znovu zpracoval tentýž režisér pod názvem Temné slunce.
V září 2013 byla uvedena divadelní adaptace románu na prknech Švandova divadla, v lednu 2025 pak na scéně vršovického divadla MANA.